# سیارک ۱۹۷۵۸
سیارک ۱۹۷۵۸ (به انگلیسی: 19758 Janelcoulson، نامگذاری:2000GH100) نوزده هزار و هفتصد و پنجاه و هشتمین سیارک کشف شده‌است که در ۷ آوریل ۲۰۰۰ کشف شد.
قدر مطلق سیارک برابر ۱۱.۲ است.